# کتاب‌شناسی حسن مجتبی
فهرست زیر؛‌ فهرست کتبی است که با موضوع تخصصی حسن بن علی (حسن مجتبی) تالیف شده است.

## بر مبنای زبان

### آثار فارسی
- زندگانی حسن بن علی علیه السلام؛ فخرالدین حجازی
- ناسخ التواریخ (حضرت امام حسن مجتبی علیه السلام)، محمدتقی سپهر
- زندگی امام حسن علیه السلام،‌ پرچمدار صلح و آزادی؛ مهدی پیشوایی
- زندگانی امام حسن بن علی علیه السلام؛ حسین وجدانی
- بررسی کوتاهی از زندگی امام حسن علیه السلام؛ سید محمد شیرازی
- امام حسن بن علی علیه السلام را بشناسیم؛ حسین انصاریان
- در آستان اهل بیت علیهم السلام، امام حسن و امام حسین علیهما السلام؛ سید محسن امین
- بحثی کتاه پیرامون زندگی امام حسن مجتبی علیه السلام؛ محمود حکیمی
- صلح امام حسن علیه السلام پرشکوه‌ترین نرمش قهرمانانه تاریخ؛‌ سید علی خامنه‌ای
- تحلیلی از زندگی سیاسی امام حسن علیه السلام؛‌ محمد سپهری
- زندگانی امام حسن مجتبی علیه السلام؛ سیدهاشم رسولی محلاتی
- از گوشه و کنار تاریخ؛ سید علی شفیعی
- امام حسن علیه السلام، پیشوای دوم؛ حبیب چایچیان
- حسن کیست؟؛‌ فضل‌الله کمپانی
- امام حسن علیه السلام؛‌ عبدالکریم بی‌آزار شیرازی
- امام حسن علیه السلام الگوی زندگی؛‌ حبیب‌الله احمدی
- سیاسة السبطین یا صلح امام مجتبی و قیام سیدالشهدا؛ خادم حسین فاضل ورسی
- آینه بردباری؛ محمد شاهرخی و عباس مشفق کاشانی
- تنهاترین سردار؛ غلامحسین داستان
- پاره‌های صبر؛ ستاد برگزاری شعر عاشورا
- ترجمه جلد دهم بحارالانوار؛ محمدجواد نجفی
- قهرمان دو میدان،‌داستان زندگی امام حسن علیه السلام؛ رضا شیرازی
- فلسفه صلح حضرت امام حسن مجتبی علیه السلام،‌دومین پیشوای شیعه؛ محمد مقیمی
- زندگانی حضرت مجتبی علیه السلام؛ حسین عمادزاده
- حقایق پپنهان، پژوهشی از زندگی سیاسی امام حسن مجتبی؛ احمد زمانی
- در مکتب کریم اهل بیت حسن مجتبی علیه السلام؛‌ علی قائمی
- نقش صلح امام حسن علیه السلام در سرنوشت انقلاب؛ محمد مقیمی
- شخصیت حضرت مجتبی؛ سید علی‌اکبر قرشی بنابی
- امام مجتبی علیه السلام، سید حسن ابطحی
- زمامداری امام مجتبی علیه السلام؛ احمد مطهری
- ثورة الشیعه عصر امام حسن علیه السلام؛ عباس سعیدی
- زندگی امام حسن مجتبی علیه السلام؛ سید جعفر غضبان
- بحثی درباره صلح امام حسن علیه السلام؛ غلامرضا اشرف سمنانی
- تعالیم امام حسن مجتبی علیه السلام به زبان دعا و حدیث؛‌ حسن کافی

### آثار عربی
- موسوعة کلمات الامام الحسن علیه السلام؛ پژوهشکده باقرالعلوم قم
- حیاة السیاسیة للامام الحسن علیه السلام؛ جعفر مرتضی عاملی
- حیاة الامام الحسن بن علی علیه السلام؛‌ باقر شریف قرشی
- الحسن بن علی علیه السلام؛‌ کامل سلیمان
- مقتل الحسن و الحسین؛‌ ابوالفرح اصفهانی
- تاریخ ابن خلدون؛ ابن خلدون
- زهد الحسن علیه السلام؛ ابوجعفر محمد بن بابویه صدوق
- الامام الحسن علیه السلام قدوة و اسوة؛ سید محمدتقی مدرسی
- کلمة الامام الحسن علیه السلام؛ سید حسن شیرازی
- الجواب الحسن فی صلح الحسن علیه السلام؛ سید هبةالدین شهرستانی
- ذکر من روی ع ابی محمد الحسن بن علی علیه السلام؛ ابوجعفر محمد بن بابویه صدوق
- ترجمة‌الامام الحسن علیه السلام من تاریخ مدینة دمشق؛ ابن عساکر دمشقی
- بلاغة الامام الحسن علیه السلام؛‌ عبدالرضا صافی
- مسند الامام ابی محمد الحسن بن علی علیه السلام؛‌ عزیزالله عطاردی
- الامام الحسن بن علی علیه السلام؛ حسن کامل ملطاوی
- اهل بیت، الحسن بن علی علیه السلام؛ توفیق ابوعلم
- الامام الحسن علیه السلام، رائد التخطیط الرسالی مرویة معاصره فی قیادته الاستراتیجیه؛ محمدحسین علی صغیر
- الامام المجتبی ابومحمد الحسن بن علی علیه السلام؛ حسن مصطفوی
- عوالم العلوم و المعارف و الاحوال، ج۱۶؛ عبدالله بحرانی اصفهانی
- صلح الحسن؛ شیخ راضی آل یاسین
- صلح الامام الحسن علیه السلام؛ محمدجواد فضل‌الله
- الامام الحسن بن علی المجتبی علیه السلام؛ عبدالودود الامین
- الامام الحسن،‌کلمات و مواقف؛ والدة‌السید علی الحسینی
- الامام الحسن بن علی علیه السلام؛ علی محمد علی دخیل
- الحسن بن علی علیه السلام؛ عبدالقادر احمد یوسف
- حلیم آل البیت؛ موسی محمد علی
- سبط النبی الحسن بن علی علیه السلام؛ سیف الدین الکاتب
- مولد الامام الحسن بن علی علیه السلام؛ محمد بن عبدالله ابوعزیز خطی
- وفاة الحسن علیه السلام؛ علی بن محمد آل سیف خطی
- جهاد الامام الحسن علیه السلام؛ محمدحسن قبیسی عاملی
- حیاة الامام الحسن علیه السلام؛ محمود شلبی
- الامام السبط المجتبی علیه السلام؛ سید عبدالرزاق المقرم
- الحسن بن علی علیه السلام؛ محمد کمال عزالدین علی
- ذکری میلاد الحسن بن الامام علی علیه السلام؛ علی جزائری
- شرح دعاء الاحتجاب المروی عن الحسن علیه السلام؛ اسماعیل بحرانی
- الامام السبط سیدنا الحسن بن علی علیه السلام؛ سعدالقاضی
- ترجمة‌الامام الحسن من القسم غیر المطبوع من کتاب الطبقات الکبیر لابن سعد؛ سید عبدالعزیز طباطبایی

### آثار اردو
- صلح امام حسن علیه السلام؛ سید مرتضی حسین صدر الافاضل

## بر مبنای موضوع

### آثار مختص به حسن مجتبی
برخی آثار اختصاصاً به حسن بن علی پرداخته‌اند. از مهم‌ترین و جالب‌ترین موضوعات زندگی حسن مجتبی، آثاری با عنوان کلی «قیام یا مقتل امام حسن» هستند. این آثار از نخستین آثارِ گردآوری‌شده‌اند. کهن‌ترینِ این دسته از آثار، مقتل الحسن بن علی اثر ابومخنف ازدی، اِخباری سدهٔ دوم هجری و قیام الحسن بن علی اثر هشام بن محمد کلبی (د. ۲۰۵ ه‍.ق) است. از دیگر آثار در این زمینه می‌توان از اخبار الحسن بن علی و وفاته اثر هیثم بن عدی (د. ۲۰۷ ه‍.ق) و قیام حسن بن علی نوشتهٔ ابواسحاق ابراهیم بن محمد ثقفی است که ابن ندیم نام آن را اخبار الحسن بن علی ذکر کرده‌است. دیگر اثر از این دسته تا سدهٔ چهارم هجری، مقتل الحسن بن علی اثر ابوالحسین اشنانی (د. ۳۳۸ ه‍.ق) است.

### آثار دربرگیرنده روایات حسن مجتبی
به‌جز آثاری که در منابع اهل سنت و شیعه و با توجه به موضوع، به نقل روایات حسن بن علی پرداخته‌اند، در برخی آثار متقدم نیز که دربارهٔ سخنان و روایات امامان شیعه گردآوری شده‌اند، بخشی متعلق به حسن مجتبی است. جنبش‌های ضدعباسی علویان که از نیمه‌های سدهٔ سوم هجری آرام‌آرام شکل گرفته بود، فضای مناسبی را برای گردآوری چنین آثاری فراهم ساخته بود. آثاری با عنوان مقاتل الطالبین از اشخاصی مانند محمد بن علی بن حمزهٔ علوی (د. ۲۸۷ ه‍.ق)، المبیضه اثر ابوالعباس بن عمار ثقفی (د. پس از ۳۱۰ ه‍.ق) و مقاتل الطالبین نوشتهٔ ابوالفرج اصفهانی (د. ۳۵۶ ه‍.ق) از این‌گونه آثارند. هر یک از این آثار با رویکردی ویژه تدوین شده‌اند؛ مانند الارشاد شیخ مفید با رویکرد کلامی–اعتقادی، الخرائج و الجرائح راوندی و مناقب آل ابی‌طالب ابن شهرآشوب با نگرش به معجزات، مناقب و کرامات، شرح الاخبار قاضی نعمان با منظر توصیف جایگاه اعتقادی–اجتماعی امامان. نیز آثار دیگری مانند تحف العقول ابن شعبهٔ حرانی (سدهٔ چهارم هجری)، نزهة الناظر حلوانی (سدهٔ پنجم هجری)، کشف الغمهٔ اربلی (د. ۶۹۳ ه‍.ق)، فرائد السمطین جوینی (د. ۷۲۲ ه‍.ق)، الدرة الباهرة شهید اول (۷۸۶ ه‍.ق) و الائمة الاثنی عشر اثر ابن طولون (د. ۹۵۳ ه‍.ق).

### حسن مجتبی در آثار اهل سنت
در زمینهٔ دیگر موضوعاتِ زندگیِ حسن بن علی، آثاری از اهل سنت دربارهٔ زمینه‌های مختلف زندگی وی گردآوری شده‌است. کتاب تفضیل الحسن و الحسین اثر یعقوب بن شیبه (د. ۲۶۲ ه‍.ق) از این دست است. سدهٔ چهارم هجری به‌گونه‌ای اصلی‌ترین زمان نگارش این آثار است. نجاشی از آثار اخبار فاطمة و الحسن و الحسین اثر محمد بن ابی‌الثلج (د. ۳۲۲ ه‍.ق) و من رویٰ عن الحسن و الحسین اثر احمد بن محمد بن عقده (د. ۳۳۲ ه‍.ق) نام آورده‌است. اثر دیگری از ابن عقده با نام صلح الحسن و معاویة نام دارد. کتاب صلح الحسن از عبدالرحمن بن کثیر هاشمی نیز دیگر اثر در این زمینه بوده‌است. کتاب ذکر الحسن و الحسین و نیز کتاب فی امر الحسین علیه السلام اثر عبدالعزیز بن یحیی جلودی، الریحانتان الحسن و الحسین اثر ابن خلاد رامهرمزی (د. ۳۵۸ ه‍.ق) — قاضی و محدث خوزستانی در ایران —، المعرفة فی فضل النبی و امیرالمؤمنین و الحسن و الحسین، زهد الحسن از مجموعهٔ کتاب‌های زهد و بخش پنجم از کتاب مصابیح اثر ابن بابویه (د. ۳۸۱ ه‍.ق) که در اثر آخر به راویان حسن بن علی پرداخته است. دیگر اثر در این سده، کتاب الزواجر و المواعظ اثر ابواحمد حسن بن عبدالله عسکری است که بخشی در شرح وصیت علی بن ابی‌طالب به حسن مجتبی دربردارد و ابن طاووس در کشف المحجة آن را نقل کرده‌است.

### آثار مختص امامان شیعه
در سده‌های بعدی تا دوران معاصر نیز آثار دیگری گردآوری شده‌است که اختصاصی یا در مجموعهٔ دیگر امامان پرداخته شده‌اند. کتاب وفاة الحسن اثر علی بن حسن بن صباغ (د. پس از ۹۰۵ ه‍.ق)، وفاة الحسن از شرف‌الدین یحیی بن حسین بحرانی یزدی (د. ۹۴۰ ه‍.ق)، مرثیة الحسن بن علی اثر سید ماجد بحرانی (د. ۱۰۲۸ ه‍.ق) و وفاة الحسن اثر عبدالمحسن بن محمد احسایی (د. ۱۲۴۵ ه‍.ق) از این دست‌اند.

### در عصر معاصر
در سدهٔ اخیر، گردآوری آثار و مسانید حسن بن مجتبی و دیگر امامان حرکتی فزاینده داشته‌است. مسند الامام المجتبی ابی محمد الحسن بن علی (ع) گردآوری عزیزالله عطاردی، الروائع المختارة من خطب الامام الحسن (ع) از مصطفی محسن موسوی، رسائل الامام الحسن (ع) اثر زینب حسن عبدالقادر، موسوعة کلمات الامام الحسن (ع) به کوشش جمعی محمود شریفی، حسین سجادی‌تبار، علی غلامی و بهاءالدین قهرمان‌نژاد، و کلمة الامام الحسن (ع) اثر حسین شیرازی از این آثارند. علاوه بر آثار به زبان عربی، آثاری نیز به زبان‌های فارسی و اردو وجود دارد. خلافت‌نامهٔ امام حسن (ع) اثر میرزا علی خان خاموش یزدی (د. ۱۳۷۹ ه‍.ق) به زبان فارسی، همچون امام حسن (ع) از اعجاز حسین، تعدد ازواج الحسن (ع) از ظفر حسن بن دلشادعلی نقوی و صلح امام حسن (ع) از محمد اعجاز و مرتضی حسین به زبان اردو از این دست‌اند. آثار دیگری نیز به رویدادهای گوناگون زندگی حسن بن علی و برخی ابعاد شخصیتی وی پرداخته‌اند مانند: سیری در سیرهٔ ائمهٔ اطهار (ع) از مرتضی مطهری، حیاة الامام الحسن بن علی (ع) از باقر شریف قرشی، معالی السبطین از محمدمهدی مازندرانی حائری و الامام الحسن بن علی (ع) از محمدرضا گلپایگانی.

### آثار پیرامون صلح حسن مجتبی
صلح حسن بن علی و بازخوانی تحلیلی آن، از مهم‌ترین موضوعاتی است که به‌ویژه در دوران معاصر آثاری را به خود اختصاص داده است. بخش بزرگی از این آثار شامل روش‌های مختلف برای تبیین علت عملکرد حسن مجتبی در صلح با معاویه است. در این آثار عملکرد حسن بن علی به‌عنوان زمینه‌سازی حرکت برادرش حسین بن علی، و نیز نقد یاران حسن با توجه به عملکرد ایشان در تنها گذاشتن وی به وقت لزوم مورد تحلیل قرار گرفته‌است. برخی از این آثار عبارتند از: ترجمهٔ فارسی اثری از راضی آل‌یاسین با نام صلح امام حسن (ع)، پرشکوه‌ترین نرمش قهرمانانهٔ تاریخ که توسط سید علی خامنه‌ای انجام شده و در نشریات مختلفی مانند پاسدار اسلام، آسیا و گلستان قرآن بارها چاپ شده‌است. اثر دیگری از جعفر مرتضی عاملی با نام الحیاة السیاسیة للامام الحسن (ع)، به روش سیاسی حسن بن علی پرداخته است. اثر با ترجمهٔ فارسی محمد سپهری چاپ شده‌است. الگوی حلم و بردباری، امام حسن مجتبی (ع) اثر عبدالرحیم عقیقی بخشایشی و تمهید الحسن و قیام الحسین (ع) از عبدالعزیز مصلیٰ از دیگر آثار در این زمینه‌اند. نیز مجموعه‌ای آثار دربارهٔ حسن بن علی از رضا استادی عبارتند از: امام مجتبی (ضمن مجموعهٔ سی مقالهٔ فقهی)، صلح امام حسن (ع) (ضمن بیست مقاله) و ازدواج‌ها و طلاق‌های امام مجتبی (ع). برخی کتابشناسی‌های آثار دربارهٔ حسن مجتبی عبارتند از: کتابشناسی امام حسن مجتبی (ع) از غلامرضا سلگی و امام حسن مجتبی (ع)، برگزیدهٔ مقالات و کارنامهٔ منابع پیرامون امام حسن مجتبی (ع) گردآوری توسط پایگاه اطلاع‌رسانی سراسری اسلامی (پارسا).